# آلنسباخ
آلنسباخ {{آلمانی]]: Allensbach}} یک شهرداری در آلمان است که در بادن-وورتمبرگ واقع شده‌است.

## خصوصیات
الینزباخ ۲۶٫۵۳ کیلومترمربع مساحت دارد ۴۰۰ متر بالاتر از سطح دریا واقع شده‌است.